# Thornbury (Gloucestershire)
Pour les articles homonymes, voir Thornbury.
Thornbury est une ville anglaise située dans le comté du Gloucestershire au sud-ouest du pays. En 2001, sa population était de 12 342 habitants.

## Source de la traduction
- (en) Cet article est partiellement ou en totalité issu de l’article de Wikipédia en anglais intitulé « Thornbury, Gloucestershire » (voir la liste des auteurs).